# Júdži Fudžiwaki
Júdži Fudžiwaki (japonsky} 藤脇 祐二; * 24. října 1995 Ósaka) je japonský sportovní lezec, akademický vicemistr světa v boulderingu.

## Výkony a ocenění
- 2016: finalista mistrovství Asie
- 2018: akademický vicemistr světa

### Závodní výsledky
| Světový pohár | Světový pohár    | Světový pohár          | Světový pohár     |
| Rok           | 2016             | 2017                   | 2018              |
| ------------- | ---------------- | ---------------------- | ----------------- |
| Bouldering    | 37               | 23                     | 9-10              |
| jednotlivě*   | ,43,39,21,20,21, | ,20,23,15,37,21,16,41, | 5,8,13,11,15,28,9 |

* poznámka: nalevo jsou poslední závody v roce
| Akademické mistrovství světa | Akademické mistrovství světa |
| Rok                          | 2018                         |
| ---------------------------- | ---------------------------- |
| Bouldering                   | 2                            |

| Mistrovství Asie | Mistrovství Asie |
| Rok              | 2016             |
| ---------------- | ---------------- |
| Bouldering       | 6                |